# Campeonato Sudamericano de Fútbol Sub-20 de 2025
El XXXI Campeonato Sudamericano Sub-20, también conocida como CONMEBOL Sub 20 2025, fue la trigésima primera edición del certamen, y se celebró por quinta ocasión en Venezuela del 23 de enero al 16 de febrero.
El torneo entregó cuatro cupos a la Copa Mundial de Fútbol Sub-20 de 2025 a realizarse en Chile. Pese a estar clasificada por su condición de anfitrión, la selección chilena disputó el torneo.

## Elección del país anfitrión
En marzo de 2024, el presidente de la Federación Peruana de Fútbol, Agustín Lozano, formalizó la candidatura de Perú para albergar el torneo mediante una carta enviada a Alejandro Domínguez, presidente de Conmebol. La designación de la ciudad de Arequipa como sede principal se realizó oficialmente el 10 de abril, durante la sesión del Consejo de la Conmebol realizada en Luque, Paraguay.
El 13 de noviembre de 2024 Perú perdió la sede por un gran escándalo de corrupción que involucra a directivos de la Federación.
Finalmente fue Venezuela quien albergó la competición, por quinta vez en su historia.

## Organización

### Sedes
El 6 de diciembre de 2024 se anunció que las ciudades del Gran Barquisimeto, Valencia y Puerto La Cruz serían las sedes, según información entregada por la Federación Venezolana de Fútbol. Barquisimeto y Valencia albergaron los partidos de la fase de grupos, mientras que Puerto La Cruz fue sede del hexagonal final. Finalmente, el 13 de diciembre, se anunció que Caracas también sería sede del torneo, en el hexagonal final.
| Caracas Cabudare Valencia Puerto La Cruz | Caracas                      | Caracas                         |
| Caracas Cabudare Valencia Puerto La Cruz | Estadio Brígido Iriarte      | Estadio Olímpico de la UCV      |
| Caracas Cabudare Valencia Puerto La Cruz | Capacidad: 10 036            | Capacidad: 20 900               |
| Caracas Cabudare Valencia Puerto La Cruz |                              |                                 |
| Cabudare                                 | Valencia                     | Puerto La Cruz                  |
| Estadio Metropolitano de Lara            | Polideportivo Misael Delgado | Estadio José Antonio Anzoátegui |
| Capacidad: 40 312                        | Capacidad: 10 401            | Capacidad: 37 485               |
|                                          |                              |                                 |

### Listado de árbitros
La Conmebol confirmó las siguientes ternas arbitrales, provenientes de todos los países miembros de la confederación, además de una terna italiana en representación de la UEFA. La fase final contó con el árbitro asistente de vídeo (VAR).
| - Argentina: Nicolás Ramírez - Pablo González (asistente) - Pablo Acevedo (asistente) - Bolivia: Jordy Alemán - Carlos Tapia (asistente) - Rubén Flores (asistente) - Brasil: Paulo Zanovelli - Nailton Sousa (asistente) - Luanderson de Lima (asistente) - Chile: José Cabero - Juan Serrano (asistente) - Alejandro Molina (asistente) | - Colombia: Jhon Hinestroza - Miguel Roldán (asistente) - David Fuentes (asistente) - Keiner Jiménez (VAR) - Jenny Arias (VAR) - Ecuador: Álex Cajas - Edison Vásquez (asistente) - Dennys Guerrero (asistente) - Gabriel González (VAR) - Susana Corella (VAR) - Paraguay: Derlis López - José Villagra (asistente) - Luis Onieva (asistente) - Perú: Michael Espinoza - Stephen Atoche (asistente) - Coty Carrera (asistente) | - Uruguay: Mathías de Armas - Agustín Berisso (asistente) - Horacio Ferreiro (asistente) - Jonathan Fuentes (VAR) - Venezuela: Yender Herrera - Antoni García (asistente) - José Martínez (asistente) - Italia: Andrea Colombo - Luigi Rossi (asistente) - Marcello Rossi (asistente) |

### Formato
Los diez equipos participantes en la primera fase se dividieron en dos grupos de cinco equipos cada uno. Luego de una liguilla simple, a una sola rueda, pasaron a la segunda ronda los equipos que ocuparon las tres primeras posiciones de cada grupo.
En caso de empate en puntos en cualquiera de las posiciones en ambas fases, la clasificación se determinó bajo los siguientes criterios:
- El resultado del enfrentamiento directo jugado entre los empatados.
- Diferencia de goles.
- Cantidad de goles marcados.
- Menor número de tarjetas rojas.
- Menor número de tarjetas amarillas.
- Por sorteo.

## Equipos participantes
Participan los diez equipos representativos de las asociaciones nacionales afiliadas a la Confederación Sudamericana de Fútbol. La participación de Chile fue confirmada, de acuerdo a lo señalado por la Federación de Fútbol de Chile. Aun así, la selección ya se encontraba clasificada a la Copa Mundial Sub-20 de 2025 por ser anfitriona del torneo.
| Equipos participantes | Equipos participantes | Equipos participantes | Equipos participantes | Equipos participantes |
| --------------------- | --------------------- | --------------------- | --------------------- | --------------------- |
| Argentina             | Bolivia               | Brasil                | Chile                 | Colombia              |
| Ecuador               | Paraguay              | Perú                  | Uruguay               | Venezuela             |

### Sorteo
El sorteo de grupos se llevó a cabo en la sede de la Conmebol ubicada en la ciudad de Luque, Paraguay, el 6 de diciembre de 2024 a las 12:00 (UTC-3).
Entre paréntesis se indica la posición de las selecciones en el Campeonato Sudamericano Sub-20 de 2023.
| Cabezas de serie         | Bombo 1                  | Bombo 2                  | Bombo 3                 | Bombo 4               |
| ------------------------ | ------------------------ | ------------------------ | ----------------------- | --------------------- |
| Venezuela (5) Brasil (1) | Uruguay (2) Colombia (3) | Ecuador (4) Paraguay (6) | Chile (7) Argentina (8) | Bolivia (9) Perú (10) |

## Primera fase
- Los horarios corresponden a la hora de Venezuela (UTC-4).[10][11]

     – Clasificados a la fase final.

### Grupo A
| Equipo    | Pts. | PJ | PG | PE | PP | GF | GC | Dif. |
| --------- | ---- | -- | -- | -- | -- | -- | -- | ---- |
| Uruguay   | 9    | 4  | 3  | 0  | 1  | 10 | 2  | 8    |
| Paraguay  | 9    | 4  | 3  | 0  | 1  | 5  | 8  | –3   |
| Chile     | 6    | 4  | 2  | 0  | 2  | 7  | 7  | 0    |
| Venezuela | 6    | 4  | 2  | 0  | 2  | 6  | 3  | 3    |
| Perú      | 0    | 4  | 0  | 0  | 4  | 3  | 11 | –8   |

| 23 de enero | Perú          | 1:2 (1:1) | Paraguay                        | Estadio Metropolitano de Lara, Cabudare |                             |
| 17:00       | Goicochea 20' | Reporte   | Kmet 26' (pen.) · Fernández 76' | Árbitro(s): Jhon Hinestroza             | Árbitro(s): Jhon Hinestroza |

| 23 de enero | Venezuela     | 1:2 (1:2) | Chile           | Estadio Metropolitano de Lara, Cabudare |                             |
| 19:30       | Andrade 45+5' | Reporte   | Rossel 34', 40' | Árbitro(s): Nicolás Ramírez             | Árbitro(s): Nicolás Ramírez |

- Equipo libre:  Uruguay.

| 25 de enero | Chile     | 1:2 (1:1) | Uruguay                          | Estadio Metropolitano de Lara, Cabudare |                             |
| 17:00       | Ramos 16' | Reporte   | Machado 8' · Rossel 90+6' (a.g.) | Árbitro(s): Paulo Zanovelli             | Árbitro(s): Paulo Zanovelli |

| 25 de enero | Perú | 0:4 (0:1) | Venezuela                                                    | Estadio Metropolitano de Lara, Cabudare |                            |
| 19:30       |      | Reporte   | Tamayo 13' · Arias 66' (a.g.) · Rodríguez 81' · M. Vegas 89' | Árbitro(s): Andrea Colombo              | Árbitro(s): Andrea Colombo |

- Equipo libre:  Paraguay.

| 27 de enero | Chile                           | 3:2 (1:1) | Perú                      | Estadio Metropolitano de Lara, Cabudare |                          |
| 17:00       | Vásquez 12' · Rossel 86', 90+3' | Reporte   | Soyer 24' · Goicochea 53' | Árbitro(s): Jordy Alemán                | Árbitro(s): Jordy Alemán |

| 27 de enero | Uruguay                                                             | 6:0 (3:0) | Paraguay | Estadio Metropolitano de Lara, Cabudare |                             |
| 19:30       | Severo 14' · Petit 26', 31' · Machado 62' · Crucci 67' · Barbas 75' | Reporte   |          | Árbitro(s): Nicolás Ramírez             | Árbitro(s): Nicolás Ramírez |

- Equipo libre:  Venezuela.

| 29 de enero | Uruguay                   | 2:0 (2:0) | Perú | Estadio Metropolitano de Lara, Cabudare |                        |
| 17:00       | Machado 6' · Pacífico 13' | Reporte   |      | Árbitro(s): Álex Cajas                  | Árbitro(s): Álex Cajas |

| 29 de enero | Paraguay    | 1:0 (1:0) | Venezuela | Estadio Metropolitano de Lara, Cabudare |                             |
| 19:30       | Alfonso 42' | Reporte   |           | Árbitro(s): Jhon Hinestroza             | Árbitro(s): Jhon Hinestroza |

- Equipo libre:  Chile.

| 31 de enero | Venezuela          | 1:0 (0:0) | Uruguay | Estadio Metropolitano de Lara, Cabudare |                             |
| 19:30       | Andrade 59' (pen.) | Reporte   |         | Árbitro(s): Paulo Zanovelli             | Árbitro(s): Paulo Zanovelli |

| 31 de enero | Paraguay                  | 2:1 (1:0) | Chile     | Estadio Misael Delgado, Valencia |                            |
| 19:30       | Paoli 35' · Á. Aguayo 57' | Reporte   | Ramos 69' | Árbitro(s): Andrea Colombo       | Árbitro(s): Andrea Colombo |

- Equipo libre:  Perú.

### Grupo B
| Equipo    | Pts. | PJ | PG | PE | PP | GF | GC | Dif. |
| --------- | ---- | -- | -- | -- | -- | -- | -- | ---- |
| Colombia  | 10   | 4  | 3  | 1  | 0  | 6  | 3  | 3    |
| Argentina | 8    | 4  | 2  | 2  | 0  | 8  | 1  | 7    |
| Brasil    | 6    | 4  | 2  | 0  | 2  | 5  | 10 | –5   |
| Ecuador   | 4    | 4  | 1  | 1  | 2  | 4  | 5  | –1   |
| Bolivia   | 0    | 4  | 0  | 0  | 4  | 4  | 8  | –4   |

| 24 de enero | Bolivia   | 1:2 (1:0) | Ecuador                 | Estadio Misael Delgado, Valencia |                            |
| 17:00       | Rojas 25' | Reporte   | Arroyo 51' · Obando 54' | Árbitro(s): Yender Herrera       | Árbitro(s): Yender Herrera |

| 24 de enero                                                                                   | Brasil | 0:6 (0:3) | Argentina                                                                     | Estadio Misael Delgado, Valencia |                          |
| 19:30                                                                                         |        | Reporte   | Subiabre 6' · Echeverri 8', 54' · Igor 11' (a.g.) · Ruberto 52' · Hidalgo 78' | Árbitro(s): Derlis López         | Árbitro(s): Derlis López |
| Derrota con la peor diferencia de goles de la selección sub-20 de Brasil en toda su historia. |        |           |                                                                               |                                  |                          |

- Equipo libre:  Colombia.

| 26 de enero | Bolivia      | 1:2 (0:2) | Brasil                                 | Estadio Misael Delgado, Valencia |                              |
| 17:00       | Centella 47' | Reporte   | Gabriel Moscardo 14' · Breno Bidon 28' | Árbitro(s): Michael Espinoza     | Árbitro(s): Michael Espinoza |

| 26 de enero | Argentina     | 1:1 (1:1) | Colombia  | Estadio Misael Delgado, Valencia |                         |
| 19:30       | Echeverri 36' | Reporte   | Perea 33' | Árbitro(s): José Cabero          | Árbitro(s): José Cabero |

- Equipo libre:  Ecuador.

| 28 de enero | Argentina            | 1:0 (0:0) | Bolivia | Estadio Misael Delgado, Valencia |                            |
| 17:00       | Rodríguez Pagano 86' | Reporte   |         | Árbitro(s): Yender Herrera       | Árbitro(s): Yender Herrera |

| 28 de enero | Colombia          | 1:0 (1:0) | Ecuador | Estadio Misael Delgado, Valencia |                              |
| 19:30       | N. Villarreal 41' | Reporte   |         | Árbitro(s): Mathías de Armas     | Árbitro(s): Mathías de Armas |

- Equipo libre:  Brasil.

| 30 de enero | Colombia                                      | 3:2 (2:0) | Bolivia                     | Estadio Misael Delgado, Valencia |                          |
| 17:00       | N. Villarreal 2' · González 14' · Montaño 86' | Reporte   | Rojas 60' · Rodríguez 90+4' | Árbitro(s): Derlis López         | Árbitro(s): Derlis López |

| 30 de enero | Ecuador                      | 2:3 (0:3) | Brasil                       | Estadio Misael Delgado, Valencia |                         |
| 19:30       | Obando 76' · Páez 84' (pen.) | Reporte   | Iago 25' · Deivid 27', 45+1' | Árbitro(s): José Cabero          | Árbitro(s): José Cabero |

- Equipo libre:  Argentina.

| 1 de febrero | Brasil | 0:1 (0:0) | Colombia          | Estadio Misael Delgado, Valencia |                              |
| 17:00        |        | Reporte   | N. Villarreal 47' | Árbitro(s): Mathías de Armas     | Árbitro(s): Mathías de Armas |

| 1 de febrero | Ecuador | 0:0     | Argentina | Estadio Metropolitano de Lara, Cabudare |                              |
| 17:00        |         | Reporte |           | Árbitro(s): Michael Espinoza            | Árbitro(s): Michael Espinoza |

- Equipo libre:  Bolivia.

## Fase final
| Equipo    | Pts. | PJ | PG | PE | PP | GF | GC | Dif. |
| --------- | ---- | -- | -- | -- | -- | -- | -- | ---- |
| Brasil    | 13   | 5  | 4  | 1  | 0  | 9  | 2  | 7    |
| Argentina | 10   | 5  | 3  | 1  | 1  | 10 | 8  | 2    |
| Colombia  | 9    | 5  | 3  | 0  | 2  | 10 | 4  | 6    |
| Paraguay  | 9    | 5  | 3  | 0  | 2  | 7  | 10 | –3   |
| Uruguay   | 1    | 5  | 0  | 1  | 4  | 5  | 10 | –5   |
| Chile     | 1    | 5  | 0  | 1  | 4  | 4  | 11 | –7   |

|  | Clasificados para el Mundial Sub-20 de 2025.           |
|  | Clasificado como anfitrión del Mundial Sub-20 de 2025. |

#### Fecha 1
| 4 de febrero | Chile      | 1:2 (0:2) | Argentina                  | Estadio Olímpico de la UCV, Caracas               |                                                   |
| 16:00        | Rossel 61' | Reporte   | Subiabre 35' · Ruberto 42' | Árbitro(s): Paulo Zanovelli VAR: Gabriel González | Árbitro(s): Paulo Zanovelli VAR: Gabriel González |

| 4 de febrero | Uruguay | 0:1 (0:0) | Brasil       | Estadio Brígido Iriarte, Caracas               |                                                |
| 18:30        |         | Reporte   | Pedrinho 74' | Árbitro(s): Andrea Colombo VAR: Keiner Jiménez | Árbitro(s): Andrea Colombo VAR: Keiner Jiménez |

| 4 de febrero | Colombia                                  | 4:0 (2:0) | Paraguay | Estadio Brígido Iriarte, Caracas                  |                                                   |
| 21:00        | Barrera 14' · N. Villarreal 31', 51', 71' | Reporte   |          | Árbitro(s): Nicolás Ramírez VAR: Michael Espinoza | Árbitro(s): Nicolás Ramírez VAR: Michael Espinoza |

#### Fecha 2
| 7 de febrero | Colombia | 0:1 (0:1) | Brasil  | Estadio Olímpico de la UCV, Caracas           |                                               |
| 16:00        |          | Reporte   | Iago 6' | Árbitro(s): José Cabero VAR: Jonathan Fuentes | Árbitro(s): José Cabero VAR: Jonathan Fuentes |

| 7 de febrero | Uruguay                      | 3:4 (0:2) | Argentina                               | Estadio Brígido Iriarte, Caracas                 |                                                  |
| 18:30        | Lavega 60', 75' · Crucci 86' | Reporte   | Echeverri 38', 45+3' · Carrizo 52', 69' | Árbitro(s): Michael Espinoza VAR: Susana Corella | Árbitro(s): Michael Espinoza VAR: Susana Corella |

| 7 de febrero | Paraguay                 | 2:1 (0:0) | Chile    | Estadio Brígido Iriarte, Caracas        |                                         |
| 21:00        | Alfonso 55' · Kmet 90+3' | Reporte   | Arce 83' | Árbitro(s): Álex Cajas VAR: Jenny Arias | Árbitro(s): Álex Cajas VAR: Jenny Arias |

#### Fecha 3
| 10 de febrero | Paraguay      | 1:3 (1:2) | Brasil                                      | Estadio Olímpico de la UCV, Caracas            |                                                |
| 16:00         | Á. Aguayo 25' | Reporte   | Gustavo Prado 15' · Rayan 17' · Alisson 78' | Árbitro(s): Yender Herrera VAR: Keiner Jiménez | Árbitro(s): Yender Herrera VAR: Keiner Jiménez |

| 10 de febrero | Argentina    | 1:0 (0:0) | Colombia | Estadio Brígido Iriarte, Caracas           |                                            |
| 18:30         | Subiabre 86' | Reporte   |          | Árbitro(s): Andrea Colombo VAR: Álex Cajas | Árbitro(s): Andrea Colombo VAR: Álex Cajas |

| 10 de febrero | Chile     | 1:1 (0:1) | Uruguay       | Estadio Brígido Iriarte, Caracas                  |                                                   |
| 21:00         | Román 65' | Reporte   | Rodríguez 45' | Árbitro(s): Nicolás Ramírez VAR: Gabriel González | Árbitro(s): Nicolás Ramírez VAR: Gabriel González |

#### Fecha 4
| 13 de febrero | Paraguay  | 1:0 (0:0) | Uruguay | Estadio Olímpico de la UCV, Caracas      |                                          |
| 16:00         | Paoli 52' | Reporte   |         | Árbitro(s): José Cabero VAR: Jenny Arias | Árbitro(s): José Cabero VAR: Jenny Arias |

| 13 de febrero | Colombia                                    | 3:1 (1:1) | Chile      | Estadio Brígido Iriarte, Caracas           |                                            |
| 18:30         | Perea 30' · N. Villarreal 50' · Benítez 81' | Reporte   | Romero 38' | Árbitro(s): Álex Cajas VAR: Susana Corella | Árbitro(s): Álex Cajas VAR: Susana Corella |

| 13 de febrero | Brasil    | 1:1 (0:1) | Argentina            | Estadio Brígido Iriarte, Caracas                   |                                                    |
| 21:00         | Rayan 78' | Reporte   | Echeverri 40' (pen.) | Árbitro(s): Mathías de Armas VAR: Jonathan Fuentes | Árbitro(s): Mathías de Armas VAR: Jonathan Fuentes |

#### Fecha 5
| 16 de febrero | Uruguay    | 1:3 (1:3) | Colombia                                      | Estadio José Antonio Anzoátegui, Puerto La Cruz   |                                                   |
| 15:00         | Severo 13' | Reporte   | N. Villarreal 6' · González 15' · Sarabia 39' | Árbitro(s): Paulo Zanovelli VAR: Michael Espinoza | Árbitro(s): Paulo Zanovelli VAR: Michael Espinoza |

| 16 de febrero | Brasil                                          | 3:0 (0:0) | Chile | Estadio José Antonio Anzoátegui, Puerto La Cruz |                                                |
| 17:30         | Deivid 73' · Pedrinho 86' · Ricardo Mathias 88' | Reporte   |       | Árbitro(s): Yender Herrera VAR: Keiner Jiménez  | Árbitro(s): Yender Herrera VAR: Keiner Jiménez |

| 16 de febrero | Argentina        | 2:3 (0:1) | Paraguay                            | Estadio José Antonio Anzoátegui, Puerto La Cruz  |                                                  |
| 20:30         | Carrizo 52', 66' | Reporte   | Kmet 30' · Caballero 47' · León 82' | Árbitro(s): Andrea Colombo VAR: Gabriel González | Árbitro(s): Andrea Colombo VAR: Gabriel González |

|                             |
| Bandera de Brasil           |
| Campeón Brasil 13.er título |

## Clasificación general
La clasificación general indica la posición que cada selección nacional ocupó al finalizar el torneo según el puntaje obtenido en la última fase disputada por cada equipo.

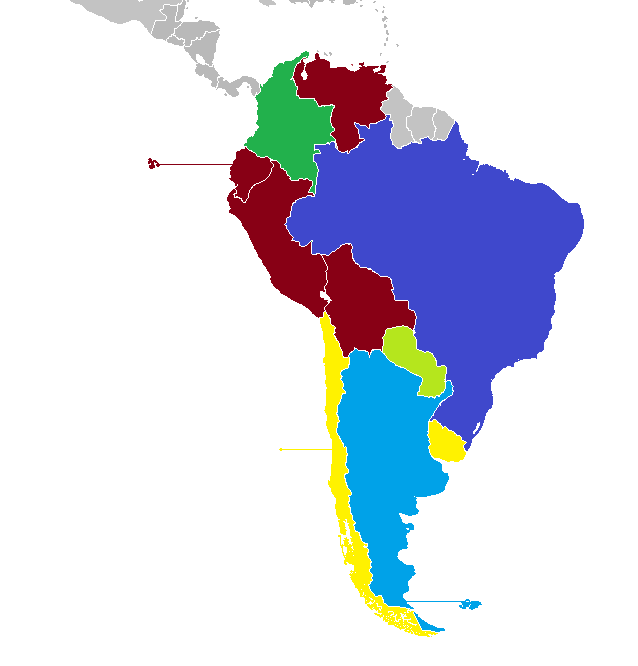
Países participantes según la posición alcanzada en el torneo

| Pos. | Selección | Pts. | PJ | PG | PE | PP | GF | GC | Dif. |
| ---- | --------- | ---- | -- | -- | -- | -- | -- | -- | ---- |
| 1    | Brasil    | 19   | 9  | 6  | 1  | 2  | 14 | 12 | 2    |
| 2    | Argentina | 18   | 9  | 5  | 3  | 1  | 18 | 9  | 9    |
| 3    | Colombia  | 19   | 9  | 6  | 1  | 2  | 16 | 7  | 9    |
| 4    | Paraguay  | 18   | 9  | 6  | 0  | 3  | 12 | 18 | –6   |
| 5    | Uruguay   | 10   | 9  | 3  | 1  | 5  | 15 | 12 | 3    |
| 6    | Chile     | 7    | 9  | 2  | 1  | 6  | 11 | 18 | –7   |
| 7    | Venezuela | 6    | 4  | 2  | 0  | 2  | 6  | 3  | 3    |
| 8    | Ecuador   | 4    | 4  | 1  | 1  | 2  | 4  | 5  | –1   |
| 9    | Bolivia   | 0    | 4  | 0  | 0  | 4  | 4  | 8  | –4   |
| 10   | Perú      | 0    | 4  | 0  | 0  | 4  | 3  | 11 | –8   |

## Goleadores
| Jugador               | Selección | Goles |
| --------------------- | --------- | ----- |
| Néiser Villarreal     | Colombia  | 8     |
| Claudio Echeverri     | Argentina | 6     |
| Juan Francisco Rossel | Chile     | 5     |
| Maher Carrizo         | Argentina | 4     |
| Deivid                | Brasil    | 3     |
| Luca Kmet             | Paraguay  | 3     |
| Renzo Machado         | Uruguay   | 3     |
| Ian Subiabre          | Argentina | 3     |

## Clasificados al Mundial Sub-20 2025
| Bandera de Chile        | Bandera de Brasil      | Bandera de Argentina   | Bandera de Colombia    | Bandera de Paraguay    |
| Chile                   | Brasil                 | Argentina              | Colombia               | Paraguay               |
| Anfitrión               | Campeón                | Subcampeón             | 3.er lugar             | 4.º lugar              |
| Clasificado: 17/12/2023 | Clasificado: 10/2/2025 | Clasificado: 10/2/2025 | Clasificado: 13/2/2025 | Clasificado: 13/2/2025 |

## Derechos de transmisión
Los siguientes empresas y canales fueron los autorizados para la transmisión del torneo.
| País      | Difusor                                 |
| --------- | --------------------------------------- |
| Argentina | DSports                                 |
| Bolivia   | Tigo Sports                             |
| Brasil    | TV Globo y SporTV                       |
| Chile     | TVN y DSports                           |
| Colombia  | Caracol Televisión, DSports y Canal RCN |
| Ecuador   | DSports                                 |
| Paraguay  | Tigo Sports                             |
| Perú      | América Televisión y DSports            |
| Uruguay   | DSports y Disney+                       |
| Venezuela | Televen y DSports                       |